# Plus Ultra (hidroavió)

Trajecte del viatge del Plus Ultra

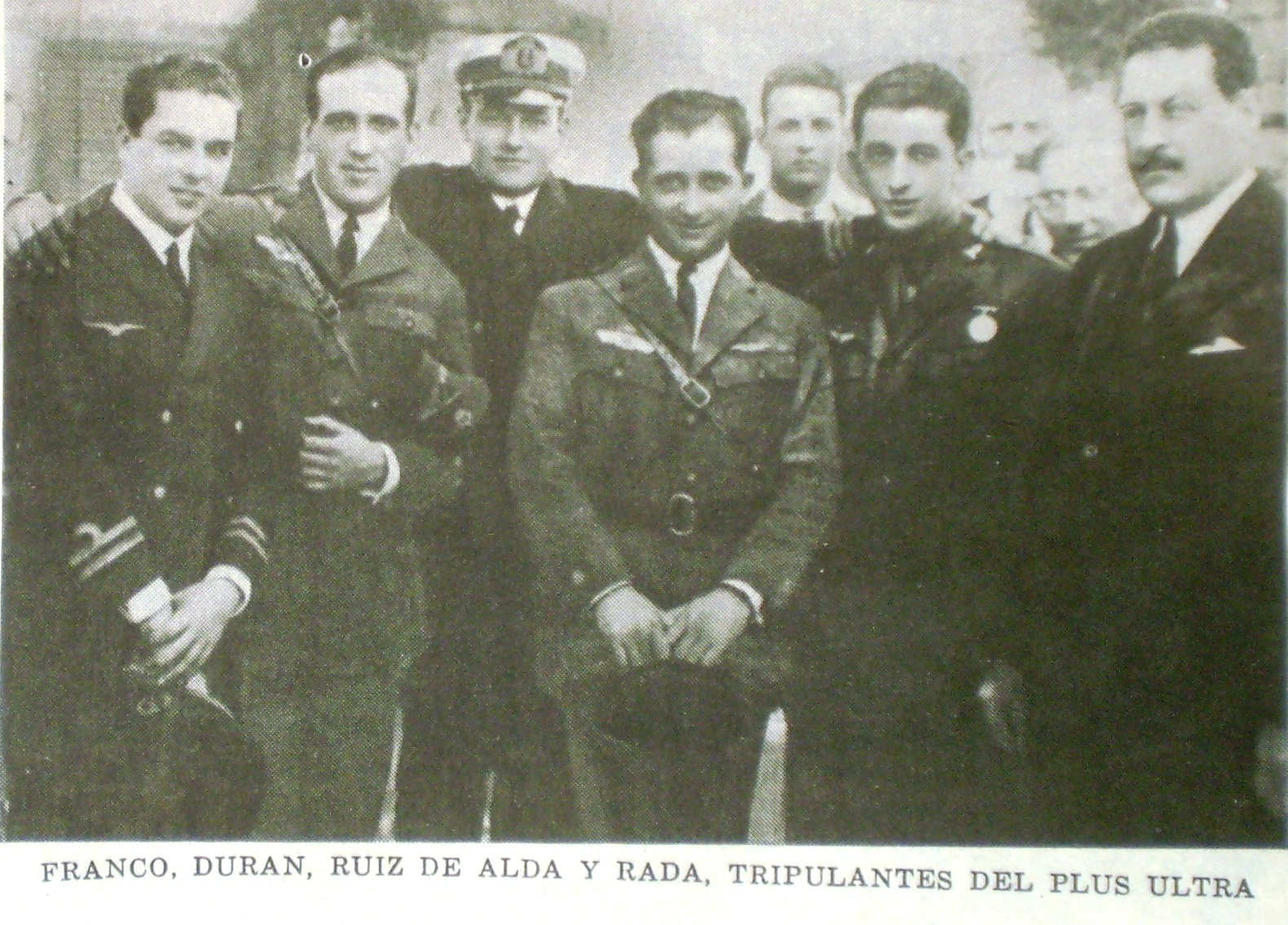
Tripulació del Plus Ultra

Plus Ultra va ser un hidroavió de l'aeronàutica militar espanyola que va realitzar, per primera vegada a la història, un vol entre Europa i Amèrica.
S'elevà per primera vegada el 22 de gener del 1926 davant La Rábida, a Palos de la Frontera (Huelva). La notícia de l'enlairament es va poder llegir a les pàgines dels principals diaris del món.
Els quatre tripulants de l'hidroavió foren el comandant Ramón Franco, el capità Julio Ruiz de Alda, el tinent de navili Juan Manuel Durán i el mecànic Pablo Rada.

## Especificacions
El Dornier Wal és considerat l'avió més important dissenyat per Dornier al començament de la dècada del 1920. L'ampli buc de doble pendent, totalment metàl·lic, incorporava flotadors de secció aerodinàmica per donar-li més estabilitat damunt l'aigua.
La planta motriu consistia en dos motors Napier Lion de 450 HP, col·locats en tàndem sobre la secció central de l'ala, que accionaven una hèlix tractora i una altra d'impulsora. El pilot i el copilot estaven asseguts de costat, al descobert, i al darrere hi tenien la ràdio.
- Envergadura: 22,5 m - Longitud: 17,2 m
- Planta motriu: 2 motors Napier Lion de 400 HP
- Superfície alar: 96 m²
- Combustible: 4000 L
- Càrrega útil: de 8 a 10 passatgers
- Pes màxim a l'enlairament: 5.700 kg
- Velocitat de creuer: des de 145 km/h, amb una càrrega màxima, fins a 180 km/h
- Abast: 1.350 milles

## L'expedició

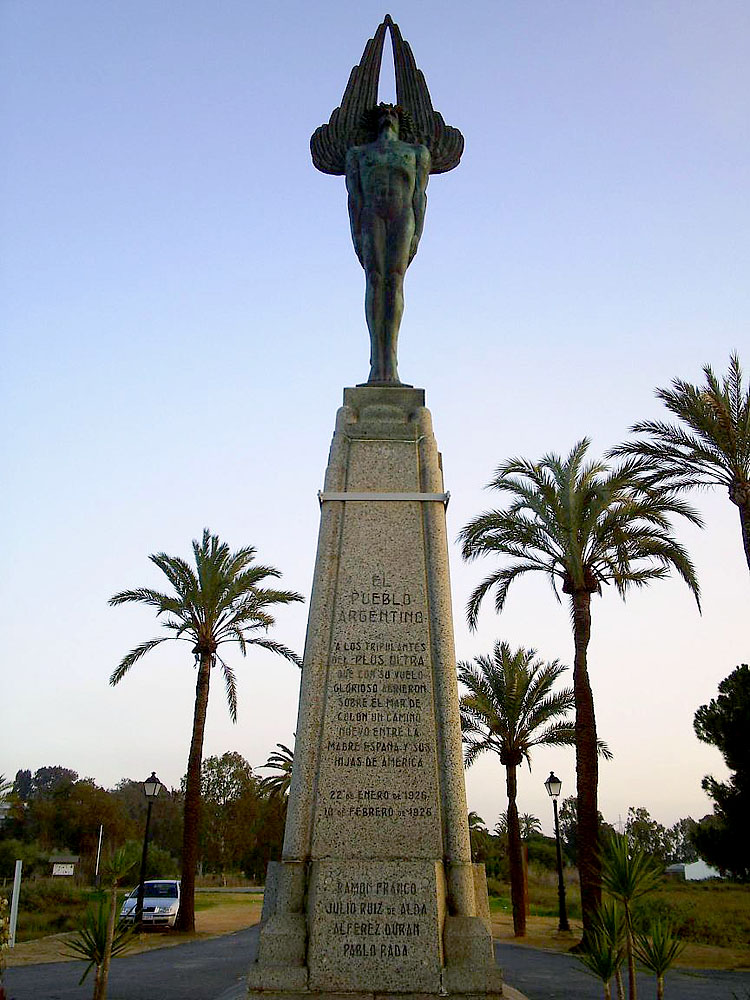
Monument erigit a La Rábida, Palos de la Frontera, subvencionat per l'Argentina

La primera etapa s'inicia a Palos de la Frontera, al moll de La Calzadilla; l'hidroavió s'eleva davant La Rábida, prop de la desembocadura del riu Tinto, i acaba a Las Palmas de Gran Canaria. La travessia dura vuit hores; cap al tard, l'hidroavió es posa damunt el Puerto de la Luz. La multitud s'amuntega als molls per aclamar els aeronautes. El dia 26, des de la badia de Gando, el Plus Ultra s'envola amb rumb a Porto Praia (illes de Cap Verd), final de la segona etapa, que dura nou hores i cinquanta minuts.
Des de Cap Verd fins a l'illa de Fernando de Noronha (2.305 km), cal reduir al límit el pes de l'avió. L'ús del radiogoniòmetre, dispositiu usat per primera vegada en aquest tipus de vols, va permetre a l'aeronau mantenir-se en la ruta correcta, sense desviacions en l'etapa més llarga del recorregut. El dia 31 se salven els 540 km que separen l'illa de Pernambuco, en terra ferma brasilera, i no sense haver patit situacions perilloses, ja que quan falten més de cent quilòmetres l'hèlix posterior es trenca i cal arreglar-la en ple vol. Això allarga en més d'una hora el temps previst per a la travessia.

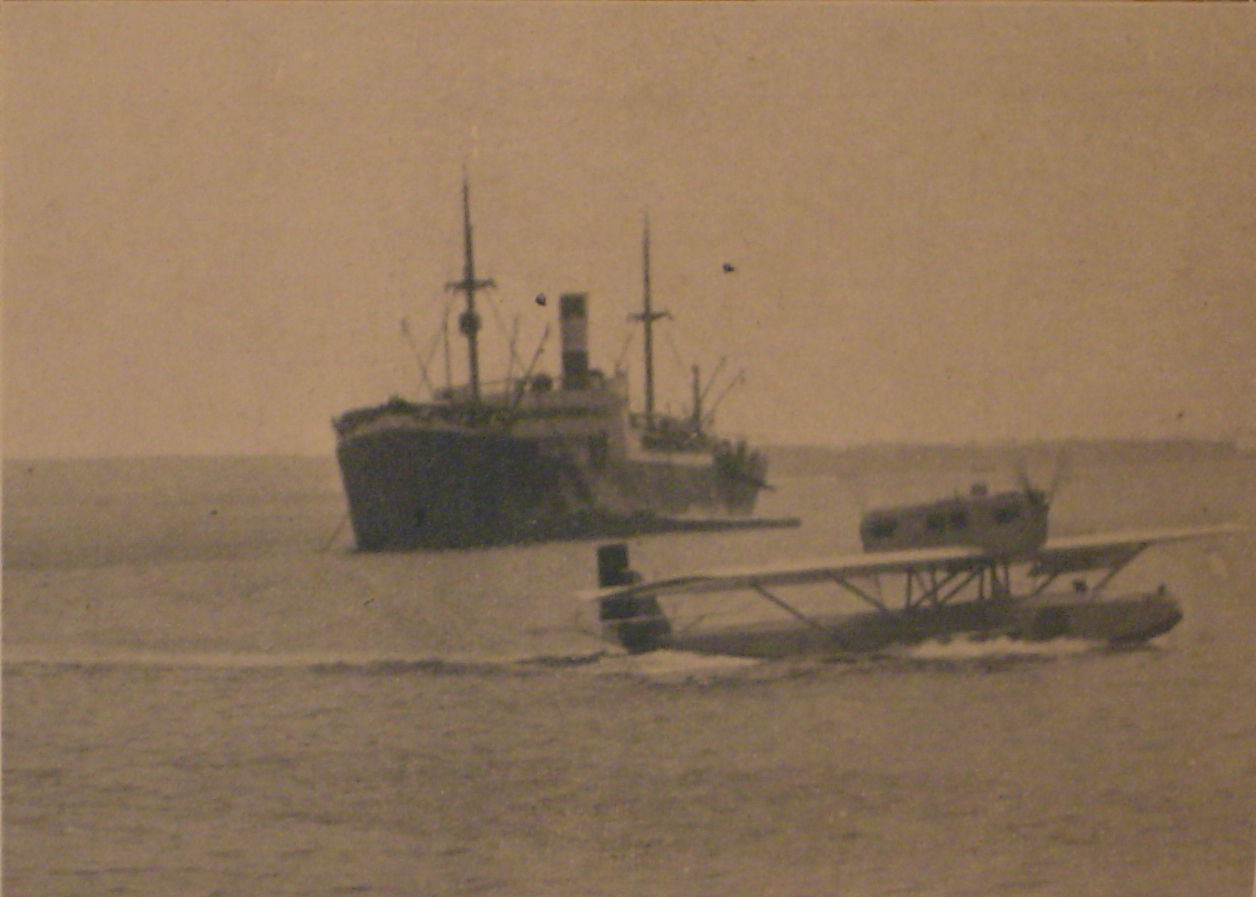
L'hidroavió partint de Montevideo

A Pernambuco la tripulació descansa per fer diverses reparacions. El 4 de febrer s'arriba fins a Rio de Janeiro (2.100 km) en dotze hores i quinze minuts.
La rebuda tributada als aviadors va ser, segons les cròniques, apoteòsica. El dia 9, el Plus Ultra arriba a Montevideo; l'endemà, Franco, Ruiz de Alda, Durán i Rada ja són a Buenos Aires (Argentina), on són rebuts entre aclamacions d'argentins i espanyols, que ploren, criden i victoregen Espanya. L'arribada dels espanyols serà recordada durant molt temps. Els grans diaris de la capital argentina van exaltar la gesta de Franco i dels seus companys com una cosa que enorgullia tota l'estirp iberoamericana.

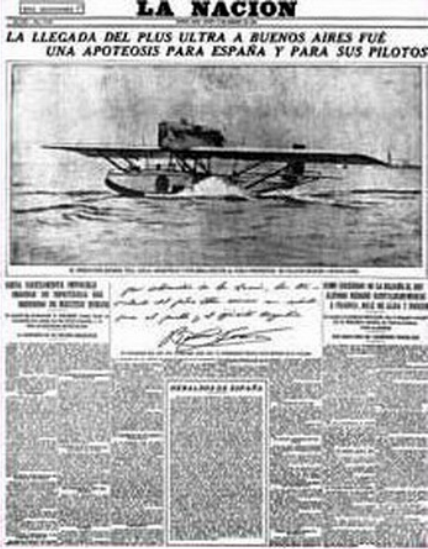
Portada del diari La Nación de Buenos Aires l'endemà de l'arribada del "Plus Ultra".

El famós cantaire de tango Carlos Gardel, va compondre en homenatge al Plus Ultra un tango titulat "La gloria del águila" (en castellà):
| « | Desde Palos, el águila vuela y a Colón, con su gran carabela, nos recuerda con tal emoción la hazaña que agita todo el corazón. Y cantarán con todas las naciones entrelazando los corazones, y en tal clamor surge un tango argentino que dice a España, Madre Patria de mi amor. Dos países en un noble lazo, con el alma se dan un abrazo. Es la madre que va a visitar los hijos que viven en otro hogar. | » |

## Donació a l'Argentina
El rei Alfons XIII d'Espanya va donar el Plus Ultra a l'armada argentina, on va servir com a avió correu, fins que va ser retirat del servei. Actualment s'exhibeix al complex museogràfic Enrique Udaondo de la ciutat de Luján, a l'Argentina. Una altra rèplica s'exposa al Museo del Aire de Madrid, situat a l'aeròdrom de Cuatro Vientos, a la carretera N-V.